# Kaukaba (Aleppo)
Kaakaba (arab. كوكبة) – wieś w Syrii, w muhafazie muhafazie Aleppo. W 2004 roku liczyła 173 mieszkańców.